# Canal del Laberinto
Canal del Laberinto är ett sund i Chile.   Det ligger i Región de Magallanes y de la Antártica Chilena, i den södra delen av landet, 1 800 km söder om huvudstaden Santiago de Chile.